# Повернення з зірок
«Повернення з зірок» (пол. «Powrót z gwiazd») — науково-фантастичний роман Станіслава Лема. У книзі описується життя астронавта Халя Брега, який, повернувшись із космічної подорожі, потрапляє до утопічного суспільства, що склалося на Землі. В ньому не існує небезпек, насильства, однак і всього того, що надавало Бреговому життю сенсу.
Роман вперше опублікований польською в 1961 році.

## Сюжет
Роман оповідає історію астронавта Халя Брега, який повернувся з космічної експедиції на Фомальгаут. Через релятивістське уповільнення часу подорож зайняла для нього близько 10 років, на Землі ж за цей час минуло 127 років.
Халь виявляє, що за час подорожі на Землі склалось утопічне суспільство без насильства і воєн, де технології оберігають людину та забезпечують комфорт в усьому. Не існує ніяких небезпек, а всю грубу роботу за людей виконують роботи. Халю важко визнати цю цивілізацію своєю, позаяк мова сповнилася нових слів, його оточують нові малозрозумілі технології, настала нова мода, звичаї. Йому дивні стосунки між чоловіками і жінками без яких-небудь зобов'язань. Сам факт повернення астронавта мало кого цікавить.
Подорожуючи містом, Брег знайомиться з жінкою Наїс. Вона пояснює дещо з сучасного життя і в той же час побоюється Халя. Брега оглядає лікар, який зауважує, що в астронавта хороше здоров'я. Лікар добре обізнаний з історією та цікавиться подорожжю до Фольмгаута. Брег розповідає йому про загибель кількох товаришів під час польоту та дізнається, що міжзоряні польоти більше не організовують, адже їх вважають невиправданим авантюризмом. Виявляється, всі люди і тварини пройшли бетрезацію — щеплення, котре усуває агресію і посилює інстинкт самозбереження. Однак у цієї процедури є і побічні ефекти, принаймні, з точки зору Халя. Людство більше не схильне до війн, злочинів, але також і ризику, героїзму.
Брег розшукує когось зі своїх родичів і знаходить онука свого дядька, проте розуміє, що він ніхто для цієї людини. Халь досліджує світову історію, читає про введення бетрезації, початковий опір їй, подальшу переоцінку культурних цінностей. Його відвідує інший астронавт його команди, Олаф, який також відчуває себе чужим у цьому світі. Невдовзі Брег закохується в дівчину Ері. Попри те, що вона прихильниця бетрезації, вони одружуються, Халь починає поділяти її погляди.
У них народжується дитина і Халь вливається до насталого суспільства. Інші астронавти з його корабля збираються разом і планують вирушити в новий політ, подалі від чужого їм світу. Халь роздумує над колишньою подорожжю і приходить до висновку, що хоч він і далеко не згідний з усім, що сталося на Землі, все ж його дім тепер тут.

## Проблематика
Основна ідея роману полягає у неможливості побудови ідеального суспільства якимись чисто фізичними впливами без морального саморозвитку кожного індивіда. Дитячі щеплення («бетрезація»), що усунули агресію, через кілька десятиліть позбавили людський соціум людяності. Суспільство, з яким зустрічається головний герой — псевдокомунізм, де всі, начебто, рівні, а базові блага безкоштовні. Але в ньому немає спраги нового, допитливого ентузіазму пізнання, живої праці та творчості. Натомість все помітнішим стає примітивний утилітаризм, задоволення своїх прозаїчних потреб. Постає суспільство нероб: основне заняття інженерів — заповнення другорядних бланків; дизайнери одягу роблять зразки зі спеціального тюбика; машини і роботи зі штучним інтелектом виготовляють практично всі речі, при цьому перебуваючи в рабському становищі.
З таким суспільством можна змиритися, як робить Брег з огляду на те, що знайшов у ньому близьких людей, чого йому бракувало в польоті. Проте його колеги вирішують тікати від такого суспільства і вирушити в нову космічну подорож, відкривати та ризикувати, навіть усвідомлюючи, що іншим це не потрібно, бо саме це, можливо, й робить людей людьми.

## Видання
В українському перекладі вийшла друком у 1965 році у видавництві «Каменяр», перевидана 1970. Ще одне окреме перевидання, не рахуючи збірників, здійснене в Тернополі у 2017 в серії «Горизонти фантастики» з модифікацією назви на «Повернення із зірок».